# Aban al-Lahiki
Abān ibn ʿAbd al-Ḥamīd al-Lāḥikī (in arabo ﺍﺑﺎﻥ ﺍﺑﻦ ﻋﺒﺪ ﺍﻟﺤﻤﻴﺪ اللاﺣﻛﻲ‎?), (... – 815) è stato un poeta arabo.

## Biografia
Chiamato anche con la nisba al-Raqāshī, in quanto la famiglia (originaria di Fasā, città del Fars) era cliente della tribù dei Banū Raqāsh, fu al servizio dei Barmecidi e a loro dedicò la sua maggiore opera di genere favolistico, Kalīla e Dimna, che riprendeva temi leggendari iranici e indiani. Del corpus della sua opera sono rimaste soltanto scarse tracce frammentarie.
(Doris Lessing)
Fu anche autore di romanzi storici che ebbero come protagonisti gli Shāhanshāh sasanidi Ardashīr e Cosroe I Anūshirvān, oltre a lavori di cosmologia e logica.